# Mura di Como
(Cassiodoro, Variae, XVI, 500 d.C.)
Le mura di Como, che circondano su tre lati il centro storico cittadino, sono ancora ben conservate per il 70% del perimetro originario e risalgono al periodo medievale.
Vennero costruite per la prima volta su iniziativa di Giulio Cesare, nella prima metà del I secolo a.C. circa 20 metri all'interno delle strutture oggi visibili. Questi presidi facevano parte di una complessa struttura difensiva intesa a coprire gli accessi a Milano ed alla pianura padana dalle Alpi centrali, che comprendeva, fra gli altri, il Castel Baradello, le fortificazioni dell'Isola Comacina, le strutture del Buco del piombo e le primitive fortezze di Bellinzona.

## L'evo antico

### Struttura difensiva pre-romana
La città risaliva ad un precedente insediamento fondato dagli Orobi, un'antica popolazione di probabile origine ligure. Esso venne assoggettato, nel V secolo a.C., dai Galli Insubri che vi fondarono un oppidum fortificato.
Esso occupava, probabilmente, la zona detta di 'Zezio', ai margini orientali della vasta piana alluvionale posta al confine meridionale del lago, oggi la città vera e propria. Tale piana era divisa da sud a nord dal corso di un grande torrente, che raccoglieva le acque di tutte le vallette limitrofe e, probabilmente, si impaludava già nell'area della attuale cattedrale. Ai margini opposti della piana, e verso le antistanti colline, sorgeva una area sepolcrale.
A fronte delle ricche tracce sepolcrali, scarse sono le indicazioni relative al centro urbano, benché esso dovesse mostrarsi munito, in quanto centro di un sistema di comunità di "castelli" che facevano riferimento al Comum oppidum. Si tratta degli stessi "28 castelli" che Tito Livio narra essersi arresi nel 196 a.C. a Marco Claudio Marcello (nipote dell'omonimo conquistatore di Milano, circa 26 anni prima) a seguito di una significativa operazione militare, riportata da Livio e testimoniata da una lapide rinvenuta in Roma e dedicata al trionfo De Comensibus et Insubribus (sui Comensi e sugli Insubri).

### Primi anni dell'occupazione romana
Dopodiché, narra Strabone, la città non si sviluppò ulteriormente, rimanendo sicuramente sul sito del precedente insediamento. Quali che fossero le antiche opere di difesa, esse dovettero decadere assai negli anni, ovvero furono disarmate, all'uso romano ben testimoniato durante la conquista della Gallia, onde evitare ulteriori sfide all'autorità occupante. Sicuramente la città non ospitò alcuno stabile insediamento romano e, quindi, nessuna nuova struttura difensiva.
Tutto ciò facilitò, nel 90 a.C. il successo di una incursione dei Reti, calati da nord (Strabone li descriveva come i popoli "sopra Como e Verona"), i quali saccheggiarono e distrussero la città.
I vicini confini alpini, infatti, non erano stati messi in sicurezza dai Romani che consideravano, anzi, la provincia Cisalpina quale un antemurale a protezione della penisola italica. Una strategia, peraltro, che, appena 12 anni prima, aveva permesso a Gaio Mario il vitale trionfo sui Cimbri ai Campi Raudii.

### Trasformazione della struttura difensiva in epoca repubblicana

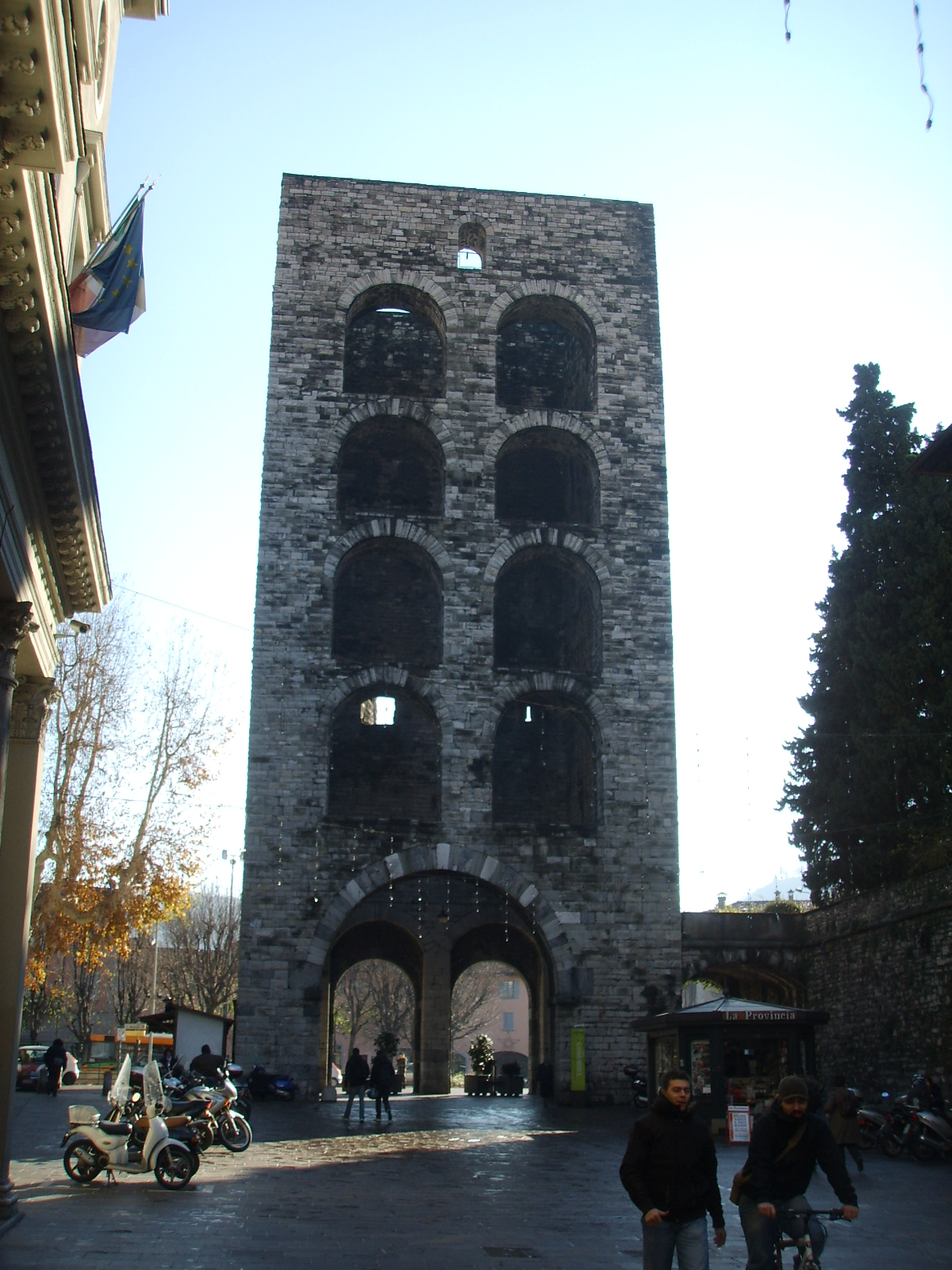
La torre di piazza Vittoria

L'esito di quella prima invasione germanica determinò un generale mutamento nella considerazione della strategia difensiva della penisola, tale da convincere la Repubblica romana al rafforzamento della colonizzazione della Gallia Cisalpina. Un mutamento di tale spessore da indurre (legge Pompea dell'89 a.C., al termine della Guerra sociale), la concessione dello statuto di colonia latina a talune circoscrizioni urbane della Gallia Cisalpina, in parallelo con la estensione della cittadinanza romana agli Italici (Lex Plautia Papiria).
In quello stesso 89 a.C. le due esigenze dovettero fondersi per spingere lo stesso Pompeo major all'adduzione di una prima colonia italica, che recava con sé lo status di colonia latina, narrata da Strabone. Seguì, nel 77 a.C., Gaio Scipione con l'adduzione di una seconda, grande adduzione di 3.000 coloni.
Al momento attuale non è possibile ipotizzare, in assenza di fonti letterarie, archeologiche ed architettoniche, la dislocazione di questi innumerevoli coloni, non si può però escludere uno stanziamento in piccoli centri sulle pendici più solatie della convalle, come Borgovico, San Rocco o Coloniola, toponimo alquanto significativo.
Un così massiccio insediamento non poteva prescindere da un ambizioso programma di riqualificazione urbana. A questi anni è, quindi, da far risalire l'inizio della bonifica della convalle, che richiesero lo scavo di un canale di gronda, che raccogliesse tutti i torrenti confluenti nella convalle, incanalati verso il lago in due punti agli estremi nord-occidentali e nord-orientali. Per l'imponenza delle dimensioni, l'opera dovette richiedere diversi anni, ma consentì il graduale insediamento della nuova colonia al centro della convalle, direttamente allo sbocco meridionale del lago.
La datazione di tali opere di bonifica è stato confermato da sondaggi geologici e stratigrafici condotti in occasione degli scavi realizzati nel 2007 presso i resti delle (posteriori) terme. Scavi che hanno, anche, confermato come la convalle fosse, in origine, largamente paludosa ed attraversata da rii e torrenti non irregimentati, spesso straripanti.
Il nuovo insediamento, riservato ai coloni addotti, venne ribattezzato Novum Comum, in opposizione al vecchio insediamento del Comum Oppidum di Zezio, che continuava ad ospitare gli autoctoni, in via di romanizzazione. L'opposizione nominalistica traduceva, quindi, tanto una separazione geografica, quanto etnica e culturale.
Esso dovette richiedere la presenza di una guarnigione stabile o, almeno, di una organizzazione difensiva affidata ai cives possessores. I quali, necessariamente, dovettero appoggiarsi ad una, pur elementare, struttura difensiva.

### La rifondazione cesariana
Questa prima struttura, tuttavia, venne investita dal successivo intervento ad opera del divo Giulio Cesare: nel 59 a.C., l'anno del primo triumvirato egli aveva ricevuto con la lex Vatinia il proconsolato della Gallia Cisalpina (oltre alla Gallia Narbonense ed all'Illiria) ed aveva intenzione di servirsene come base per il consolidamento della propria influenza politica, nonché per il lancio di future campagne militari.
Uno dei suoi atti maggiori fu, certamente, la rifondazione della colonia comense: Cesare poté, certamente, contare sulle precedenti, imponenti, opere idrauliche di deviazione dei corsi d'acqua che in origine dovevano sfociare proprio dove si costruì la città murata. Ma ebbe l'ambizione ed i mezzi per completare la nascita del moderno centro urbano: elevò la colonia latina a 'colonia romana', comandò l'ultima grande adduzione di 5 000 coloni (dei quali 500 greci della Magna Grecia). Soprattutto, segnò con l'aratro il confine delle nuove mura esattamente lì dove ancor oggi sorgono le ancora esistenti mura medievali: quella antica rifondazione coincide con l'area della attuale città murata.
La sistemazione delle principali colonie della Gallia Cisalpina servì egregiamente Cesare come base per la conquista della Gallia Transalpina (58 a.C. - 49 a.C.) e la successiva scalata al potere politico a Roma.

### Le mura cesariane
Dovette trattarsi di una notevole opera difensiva, con mura di spessore pari a 2 metri, torri collocate a distanza regolare e un ingresso maestoso alla città, la cosiddetta “Porta Pretoria”, di cui restano cospicue tracce nel sottosuolo urbano. Fiancheggiata da due torri ottagonali, aveva due passaggi ed era rivestita da lastre marmoree, e nei secoli subì ristrutturazioni e abbellimenti.
Esse vennero ricordate anche dal poeta Catullo in un carme dedicato all'amico comense Cecilio:
(Catullo, Carmen XXXV, circa 60 a.C.)
Tra il I ed il II secolo la cinta venne portata, una prima volta, sino al lago (arretrato rispetto alla riva attuale).
Precedentemente al III secolo, all'esterno delle mura, nell'area cosiddetta dei mille passus oltre la quale si usciva dalla colonia vera e propria, si ergevano un monumento probabilmente termale, una zona residenziale, un monumentale pubblico, di forma quadrata, organizzato attorno ad un grande cortile centrale con porticato di colonne in cipollino ed un'ampia esedra centrale. Più oltre sono stati rinvenuti i resti di ricche ville padronali (come la grandiosa villa di via Zezio disposta scenograficamente a terrazze).

### Le sistemazioni tardo-imperiali

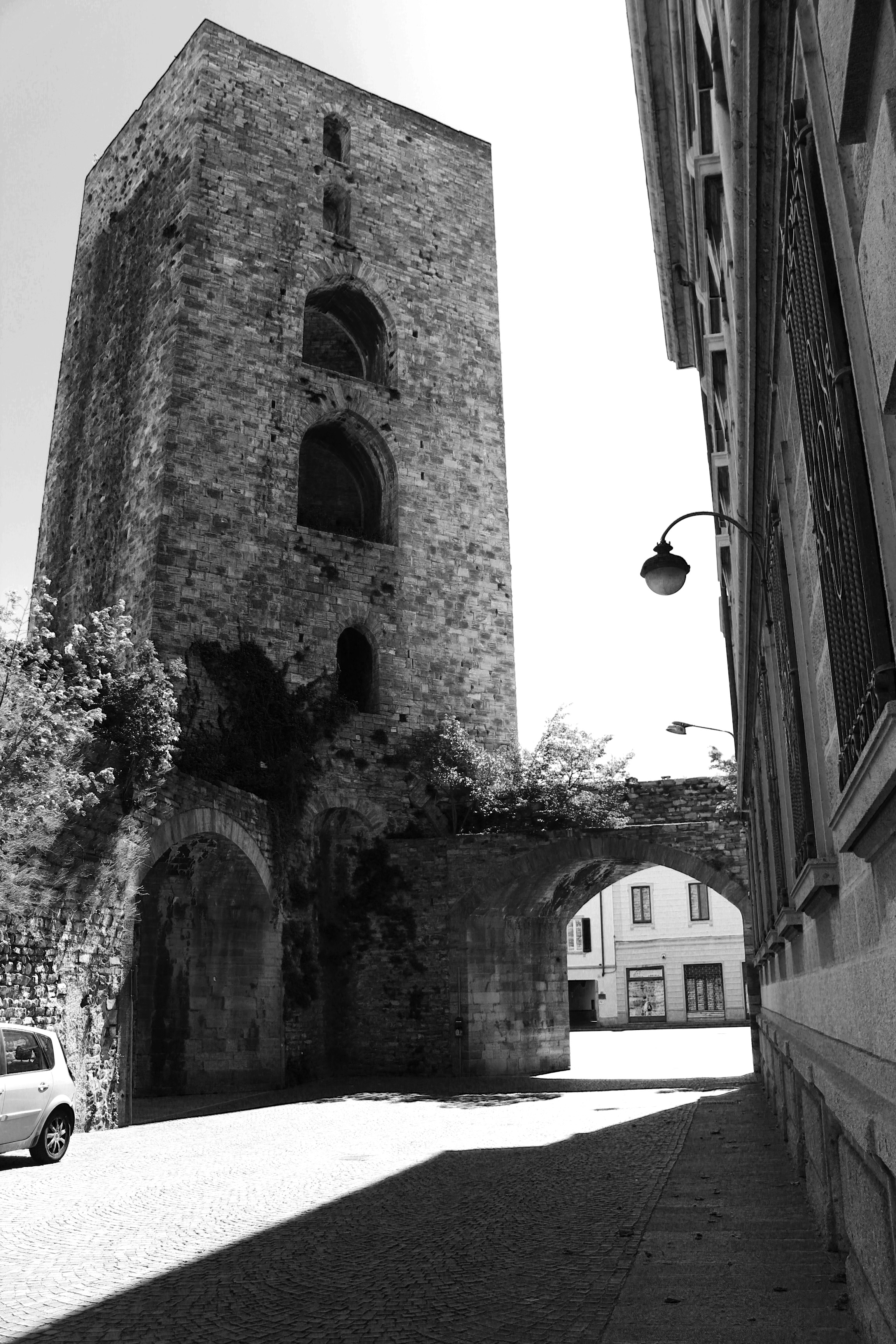
Torre di San Vitale

Il peso strategico di Como fu evidente durante l'avanzata barbarica: essa costituiva un passaggio obbligato sulla via fra Milano e la frontiere danubiana (nelle province della Rezia e del Norico).
Per la seconda metà del III secolo sono attestati resti di un incendio che interessò il vasto sobborgo meridionale, verso Milano, al di là di Porta Pretoria. Quest'ultima porta si doveva presentare come un edificio dotato di due torri a base ottagonale, collegate da una struttura nella quale si aprivano due fornici.
All'inizio del IV secolo la Lombardia venne interessata da ampi interventi, comunemente fatti risalire a Diocleziano e Massimiano Erculeo: in parallelo con la estensione delle mura di Milano, nel vasto territorio del municipium comense venne sicuramente rifatta la porta principale di accesso a Como, Porta Pretoria, sul luogo della attuale Porta Torre ed eretta una nuova fortificazione a Bellinzona.
Le due fortezze comensi erano poste a blocco degli sbocchi meridionali delle vallate alpine e costituivano la cintura di sicurezza posta ad immediata protezione della nuova capitale imperiale. Esse si appoggiavano, a loro volta, su una serie di posti minori, o torri di guardia, fra i quali un punto di osservazione sul sito dell'attuale Castel Baradello, il deposito fortificato (ancora esistente) annesso al porto militare di Santa Maria Rezzonico e il paese fortezza dell'Isola Comacina.
L'efficacia dello schieramento difensivo venne dimostrato quando, a due riprese nel 335 e nel 475, incursioni alemanne vennero arrestate ai Campi Canini (di fronte a Bellinzona). Ciò che si ripeté nel 590, quando una incursione franca venne respinta dai Longobardi nel medesimo luogo.
Pochi anni prima, il bizantino Francione rinviò di circa dieci anni l'occupazione longobarda del lago, tenendo la fortezza dell'Isola Comacina ben oltre ogni attesa.

### Le sistemazioni alto-medioevali
A questo periodo turbolento risalgono le molte modifiche identificate nei resti delle mura romane, che attestano successive parziali distruzioni e riassetti, sino alla prima epoca barbarica. La datazione appare confermata in base a due elementi: (i) la marcata difformità rispetto al precedente intervento di Diocleziano e Massimiano Erculeo, (ii) il largo reimpiego di materiale riveniente da edifici religiosi pagani, ciò che non si sarebbe stato possibile in epoca precedente alla conversione della classe dirigente del municipium ad opera di Sant'Abbondio, quarto vescovo della Diocesi, morto nel 469 circa e del quale un inno recita che abbatté i templi ed incenerì gli idoli.
Tale intervento dovette rendersi necessario anche per il progressivo sprofondamento delle strutture romane, affondate nel terreno bonificato, ma sempre di origine alluvionale e paludosa. Circostanza dimostrata, d'altra parte, dal rinvenimento di ampi tratti delle mura romane ben conservati, a breve distanza o sotto le mura medievali, sottoterra, nei seminterrati dei fabbricati di via Cesare Cantù (Porta Pretoria), via Carducci ed ancora negli edifici che corrono parallelamente a viale Cesare Battisti.

## L'evo di mezzo

### Le sistemazioni carolinge
Un nuovo periodo di rinnovo delle fortificazioni (ben testimoniato a Bellinzona), risale all'epoca carolingia, tempo nel quale Como divenne capoluogo di contea.
A quest'epoca vanno, forse, fatte risalire le fortificazioni dei due borghi esterni di Vico a ovest e Coloniola a est: due cittadelle fortificate che si prolungano sulle sponde del lago a formare una sorta di granchio.
Si è conservato un atto di donazione, datato 18 giugno 983 in cui l'imperatore Ottone II, donava ad un tal Bariberto una parte delle mura «...di venticinque pertiche di lunghezza e dieci piedi di larghezza … con tre torri site in prossimità di una pusterla che conduce al mercato».

### Le mura federiciane

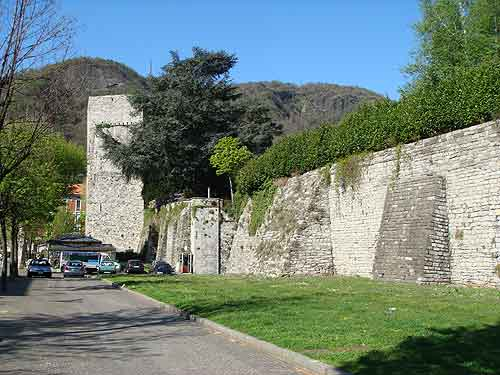
Como - Mura sud-ovest e Torre Gattoni

Nel 1127, al termine della cosiddetta guerra decennale con la vicina e potente Milano, Como venne assediata, presa e distrutta.
L'occasione del riscatto venne nel 1154, in occasione della discesa dell'imperatore Federico I Barbarossa: nel 1162, egli trascinò i propri volonterosi alleati comaschi, pavesi, cremonesi e lodigiani al secondo assedio di Milano: questa si arrese e venne saccheggiata, le mura abbattute. Ridotta a mala parata, essa non poté evitare che le rivali Como e Lodi ricostruissero le proprie mura.
Nel 1176, all'indomani della battaglia di Legnano, Barbarossa trovò rifugio proprio a Como: la successiva pace di Costanza del 1183, con Milano ed ai suoi alleati della lega lombarda, venne seguita da una successiva pace, nel 1196, con Como che garantiva alla città maggiore l'accesso ai valichi del San Bernardino e del Maloja, ma conservò a Como, ancora per 139 anni, l'autonomia municipale.
Nel 1169, ad ogni buon conto, era stata assediata e distrutta l'Isola Comacina, già alleata di Milano all'epoca dell'assedio del 1127, ricostruito il Castel Baradello e, nel 1192 era stata completata l'edificazione della grande Porta Torre, a base quadrata e alta circa 40 metri, rivolta verso Milano, con verso l'interno otto aperture in fila da due a forma di semi ellisse. Essa venne seguita, nel XIV secolo, dalle due torri pentagonali di San Vitale (ad est) e Porta Nuova (ad ovest).
La ricostruzione della città autorizzata dal Barbarossa avvenne esattamente secondo il precedente modello romano, tanto che l'attuale città murata può essere definita, indifferentemente, "città romana".
Le mura federiciane si estendono, ancor oggi, sul lato ovest dal collegio delle Suore Orsoline fino alla Torre di Porta Nuova, di pianta pentagonale, detta anche Torre Gattoni perché il canonico Giulio Cesare Gattoni vi aveva allestito un proprio laboratorio di fisica dove il suo amico Alessandro Volta si dedicò allo studio della pila. Dalla Torre Gattoni parte il lato sud delle mura, l'unico ancora completo. A metà del lato meridionale si trova Porta Torre. All'estremo opposto si trova la Torre di San Vitale, alta circa 36 metri, posta accanto al Museo archeologico, dedicato all'umanista comasco Paolo Giovio e ad un giardino sulle mura, ove era stata organizzata una passeggiata archeologica, con una serie di sarcofagi, basi di statue, colonne ecc. 

L'ultimo lato, quello orientale, si è conservato solo in parte.

### Le sistemazioni signorili e viscontee
Nel corso del turbolento XIII secolo, segnato dal progressivo affermarsi delle signorie sui preesistenti comuni, i ghibellini Rusconi (o Rusca), signori di Como, attorno al 1250 edificarono l'antico Castello della Torre Rotonda (i cui resti si possono osservare ancora oggi, in quanto limitano il Teatro Sociale e l'area dell'arena posteriore al teatro medesimo). Esso serviva finalità di rafforzamento della autorità signorile, comune a molte costruzioni dell'epoca, a partire dal Castello Sforzesco di Milano. Tuttavia non era estraneo ad un generale quadro difensivo esterno, come dimostra la parallela estensione (1288) delle mura sino al lago ed il rinforzo del fossato.
Nel 1335 la città perse definitivamente la propria autonomia, passando ad Azzone Visconti, signore di Milano e della Lombardia. Questi incluse il Castello della Torre Rotonda in una cittadella (includente Duomo, palazzo vescovile, chiesa di San Giacomo, Palazzo Pretorio, chiesa di San Provino e porto), circondata da una speciale cerchia murata che la divideva dal resto della città.

## L'evo moderno

### Il parziale rinnovamento rinascimentale
La politica di fortificazione continuò vivace sotto gli Sforza, i quali eressero, in particolare, il grande castello di Musso, a sbarrare la via del lago. Da qui agì, per un tumultuoso quinquennio, Gian Giacomo Medici, che stabilì una dominazione che giunse ad includere una buona metà della diocesi comense.
In quegli anni perigliosi, la città passò diverse volte di mano. Nel 1508 un governatore francese, Giovanni Gruerio, ridusse a tre le porte di accesso alla città, rinforzò i baluardi ed edificò le pusterle. Per quella più importante, di fronte a Porta Torre, si procedette alla distruzione di un preesistente ospedale di San Biagio e un cimitero di San Michele. Nel 1521 la città venne messa a sacco dagli Spagnoli, i quali cinque anni dopo potenziarono le fortificazioni a lago. Nel 1527, lo stesso anno in cui veniva abbattuto, per non lasciarlo ai Francesi, il Castel Baradello, il governatore spagnolo, Pietro Arias, faceva ulteriormente sgomberare l'area antistante la porta, abbattendo le chiese di San Francesco e di Sant'Antonio da Padova, nonché molti altri edifici circostanti.
Al XVI secolo risale anche la realizzazione di Porta Sala (all'incrocio delle attuali vie Garibaldi e Cavallotti) e di Porta Portello (alle spalle del Duomo), entrambe dotate di rivelini. Nello stesso periodo, anche Porta Torre fu provvista di un'analoga fortificazione di protezione.
Alle truppe francesi si deve la distruzione di consistenti porzioni delle fortificazioni di Vico e della Coloniola.
Ai francesi è anche attribuita anche la distruzione della cosiddetta "Murata", una muraglia situata più a sud rispetto alle attuali mura cittadine. La Murata, che si estendeva dal Baradello fino alla zona del colle del San Martino era provvista di tre accessi:
- una porta occidentale, lungo la strada di collegamento tra la chiesa di San Rocco e la basilica di San Carpoforo[10];
- una porta centrale, localizzata in una zona non meglio identificata della convalle;
- una porta orientale, situata lungo la strada per Lecco[11].

### La perdita delle funzioni difensive
Nel corso dei successivi XVII e XVIII, la città non dovette subire alcuna ulteriore offesa, garantita, come il resto del Ducato di Milano, dalla potenza militare, spagnola prima ed austriaca poi, e dalla amicizia loro recata dai cantoni cattolici svizzeri che occupavano il Ticino. I confini con i vicini protestanti grigioni venivano, infine, ben guardati dal Forte di Fuentes, edificato dagli Spagnoli all'estremo nord del lago.
Nel 1783 l'Erario Militare vendette le mura al Comune di Como che a sua volta le cedette a privati.
Su progetto del marchese Rovelli, nello stesso anno il fossato che circondava le mura venne colmato. Al suo posto venne ricomposto un viale alberato.
Nel corso dell'Ottocento il volto della città andò regolarizzandosi secondo la logica neoclassica guidata dalla Commissione d'Ornato, si modificò con il nuovo assetto urbanistico dei porticati attorno al Duomo, con l'interramento del porto e la realizzazione del viale alberato attorno alle mura. In quest'epoca venne abbattuta la merlatura (1808) ed i camminamenti vennero occupati dai giardini delle ville patrizie.

### Il 1848: l'ultima battaglia
Al marzo del 1848 le mura servivano da semplice cinta daziaria, benché fossero ancora mantenuti gli antichi portoni e portelli. In particolare essi costringevano gli accessi alla città da soli quattro punti: 
- a settentrione - sul lago - il porto;
- a occidente, Porta Sala (che fino al 1783 aveva costituito un vero e proprio baluardo, smantellato proprio in quell'anno[12]);
- a oriente: Porta Portello di fronte al Teatro Sociale;
- a meridione: Porta Torre

La guarnigione austriaca (circa 2.000 soldati contro 18.000 abitanti) era divisa in tre caserme, la principale all'interno delle mura, la seconda a nord, verso Cernobbio, la terza subito fuori Porta Torre. Giunta notizia della rivoluzione viennese, il 18 marzo 1848, il municipio organizzò una improvvisata guardia civica che, rinforzata da molti volontari giunti in battello dai paesi del lago e, in minima parte, dal vicino Canton Ticino, presero possesso delle mura e delle porte la mattina del 20 marzo, impedendo il ricongiungimento della guarnigione.
Ottenuta la resa della caserma di città, dai bastioni di Porta Torre e dalle case dirimpetto, essi mantennero l'assedio dell'ultima caserma austriaca che si arrese cedendo bandiera, armi e cadendo quasi interamente prigioniera (unica in tutto il Lombardo-Veneto). Cattaneo commentò: « [...] invero, quasi favolose oggi appaiono le capitolazioni austriache, e anzitutto quella del presidio di Como».
Si può ben affermare che la inattesa vittoria venne consentita, anzitutto, dal controllo delle mura e delle porte, le quali servirono, per l'ultima volta, la loro antica funzione di baluardo del municipio cui le aveva destinate il divo Cesare.

## Oggi: la fortuita sopravvivenza
Sino agli anni settanta si discusse a lungo sulla conservazione del tracciato murario: decisiva fu la scelta, del municipio, di pedonalizzare il centro storico e bloccare ogni ulteriore demolizione.